# Baby Boy
Baby Boy er en kortfilm fra 2004 instrueret af Bjarke de Koning efter eget manuskript.